# (620) Дракония
(620) Дракония (лат. Drakonia) — астероид в поясе астероидов, который принадлежит к яркому спектральному классу E. Он был открыт 26 октября 1906 года  американским астрономом Джоэлом Меткалфом в обсерватории города Тонтоне и, возможно, назван в честь  университета Дрейка в штате США Айове.

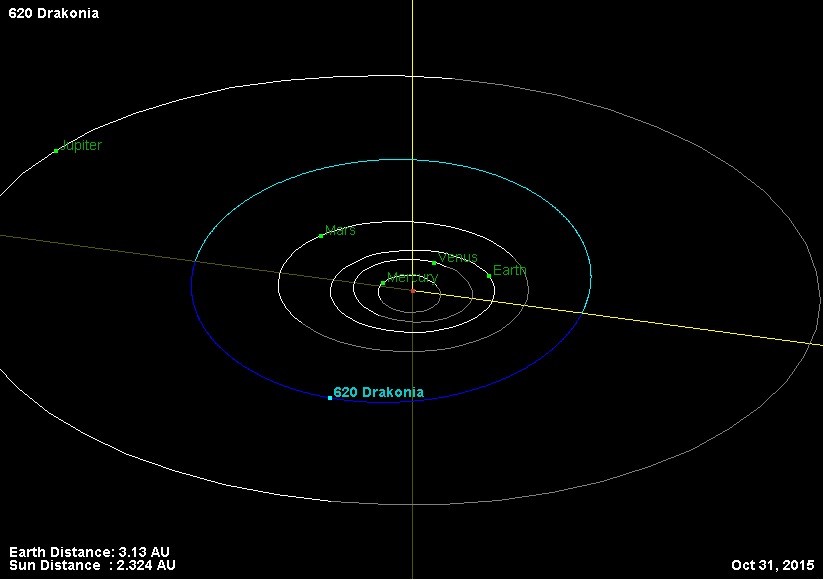
Орбита астероида Дракония и его положение в Солнечной системе

Фотометрические наблюдения, проведённые в 2001 году в обсерватории Palmer Divide, позволили получить кривые блеска этого тела, из которых следовало, что период вращения астероида вокруг своей оси равняется 5,49 ± 0,01  часам, с изменением блеска по мере вращения 0,56 ± 0,02 m.